# Eurycea chamberlaini
Eurycea chamberlaini (tên tiếng Anh: Chamberlain's Dwarf Salamander) là một loài kỳ giông trong họ Plethodontidae.
Nó là loài đặc hữu của Hoa Kỳ.
Các môi trường sống tự nhiên của chúng là các khu rừng ôn hòa, sông, và đầm nước ngọt.